# Thomas Nilsson (fotbollsspelare)
Thomas Nilsson, född 2 augusti 1955, var skyttekung i IK Brage, främst i slutet av 1970-talet. Han var med om att föra Brage från tredjedivisionen till Allsvenskan på bara tre år, tillsammans med legendariske tränaren Rolf Zetterlund. 
Numera är Thomas styrelseledamot i IK Brage och sköter om en stor del av spelarförhandlingarna.